# Tratado Molina-Marcoleta
Tratado de arbitraje suscrito el 28 de enero de 1854 en Washington, Estados Unidos de América, entre Costa Rica, representada por su Ministro Plenipotenciario en esa ciudad Felipe Francisco Molina y Bedoya, y Nicaragua, representada por José de Marcoleta. En el convenio se acordaba someter las diferencias limítrofes entre Costa Rica y Nicaragua al arbitraje del Emperador de los franceses (Napoleón III). Sin embargo, el convenio no llegó a ser ratificado y el proyectado arbitraje no tuvo efecto.
- Datos: Q6151910